# Piercing (pel·lícula)
Piercing és una pel·lícula de thriller de terror psicològic estatunidenca del 2018 escrita i dirigida per Nicolas Pesce, basada en novel·la del mateix nom de Ryū Murakami. És protagonitzada per Christopher Abbott, Mia Wasikowska i Laia Costa, i compta amb Maria Dizzia, Marin Ireland i Wendell Pierce en papers secundaris.
Piercing es va estrenar mundialment al Festival de Cinema de Sundance el 20 de gener de 2018 i es va estrenar a les sales l'1 de febrer de 2019 per Universal Pictures, amb crítiques generalment positives.

## Argument
Reed es troba sobre la seva filla petita amb una pica de gel, mentre la seva dona dorm a l'altra habitació sense saber-ho. Té un desig aclaparador d'estabilitzar la seva filla amb la pica de gel, però és capaç de reduir el desig en aquest moment. Més tard, mentre calma el nadó, ella el mira i li diu: "Ja saps el que has de fer, oi?". Aleshores decideix que ha de posar en marxa els seus impulsos assassins sobre una prostituta, per tal de protegir la seva filla d'ell mateix. Ha convençut la seva dona que va de viatge de negocis. Tanmateix, en realitat té la intenció de llogar una habitació d'hotel, contractar els serveis d'una treballadora sexual i seguir endavant amb el seu minuciós complot de matar la persona amb un pic de gel, mentre s'escapa del crim.
Reed es dirigeix cap a un hotel al començament de la nit. Un cop entra a la sala, comença un assaig dels seus plans. Neteja contínuament empremtes dactilars i es cronometra en un quadern després de caure inconsciència pel cloroform. Tanmateix, quan arriba l'hora assenyalada, Jackie ha arribat en lloc de la seva víctima prevista. Porta amb ella una col·lecció d'equipament fetitxe i un impuls sàdic. Després d'una primera trobada dolenta, s'amaga al bany i Reed l'espera nerviós. S'impacienta i entra al bany després que Jackie ignori les seves trucades. En entrar, la veu clavar-se repetidament amb unes tisores a la cama. Ell la domina i la porta al llit on es desmaia, molt probablement a causa de les pastilles que s'ha empassat abans. Ràpidament l'embena i abandona els seus plans d'assassinat. Agafa les seves pertinences i intenta sortir de l'hotel, però torna després de veure Jackie sortir de l'habitació nua i sagnant.
Reed decideix vestir-se i transportar a Jackie a l'hospital, però durant el viatge en taxi, Jackie li xiuxiueja que "estava amb ell", suggerint que sabia dels seus plans per matar-la. Ella li demana que l'esperi a l'hospital, i ell promet que ho farà. Mentre espera, Reed s'imagina la seva dona donant-li consells i sent una veu de la raó, suggerint que Jackie no sap quines són les seves vertaderes intencions i que encara pot matar-la, o que s'ha fet tímida i està alertant el personal de l'hospital. i farà que Reed empresonin. Ell raona que ella no ho sap i ella torna emocionada de veure'l encara allà.
Després d'establir la confiança, van a l'apartament de Jackie. Jackie ofereix cordialment el sopar, però Reed està callat i sembla desinteressat. Jackie intenta seducció que finalment els porta a estirar-se al seu llit. Parlen contínuament en doble sentit, ja sigui transmetent idees de sexe o assassinat, però cap dels dos sap quina intenció té l'altre. Reed resol que vol que la mati, i ell s'aixeca per agafar el seu equip de l'altra banda de l'habitació. Tot i això, Jackie està confosa, pensant que volia sexe. Mentre ell s'acosta cap a ella, ella torna a proposar sopar. Mengen, i Reed comença a patir al·lucinacions violentes i de malson de les persones que ha matat, sobretot la seva mare dominant que el tortura amb un cigarret. Jackie explica que li va beure la sopa amb narcòtics i ell va caure en un estat d'inconsciència. Gemega el nom de la seva dona i això enfada a Jackie, la qual cosa el va fer colpejar amb un obrellauna. Cap al final, Reed guanya la posició i Jackie encara no creu que sigui un assassí. Ella li permet lligar-la, pensant que finalment tindrà sexe amb ella. No obstant això, treu un picota i just quan intenta apunyalar-la, es desmaia una vegada més. Jackie es deslliga i mira a través de les seves bosses, troba la seva llibreta i llegeix els plans sàdics que havia pensat per a ella.
Quan Reed es desperta l'endemà al matí, es troba lligat i amordaçat. Jackie s'asseu al mirall i li perfora el mugró. Aleshores s'enfila damunt d'ell, preparant el picador de gel. Quan ella l'aixeca, ell plora, i ella dubta. Ella el deslliga i es miren l'un a l'altre. Després d'un cop, Reed fa la mateixa pregunta que ella abans d'intentar assassinar-la: "Podem menjar primer?"

## Repartiment
- Christopher Abbott com a Reed
- Mia Wasikowska com a Jackie
- Laia Costa com a Mona, la dona de Reed
- Marin Ireland com a mare de Reed
- Maria Dizzia com a Chevonne
- Wendell Pierce com a metge

## Producció
El febrer de 2017, es va anunciar que Christopher Abbott, Mia Wasikowska, Maria Dizzia, Marin Ireland i Wendell Pierce s'havien unit al repartiment de la pel·lícula, amb Nicolas Pesce com a director d'un guió escrit per ell mateix, basat en la novel·la del mateix nom de Ryū Murakami. Josh Mond, Antonio Campos, Schuyler Weiss, Jacob Wasserman, produiran la pel·lícula, mentre que Sean Durkin, Max Born, Avi Stern, Emilie Georges, Naima Abed, Al Di, Phil Hoelting actuaran com a productors executius sota les seves banderes de Boderline Films, Memento Films, Paradise City i YL Pictures, respectivament. La producció va concloure aquell mateix mes.

## Estrena
La pel·lícula es va estrenar al Festival de Cinema de Sundance el 20 de gener de 2018. Universal Pictures va adquirir els drets de distribució de la pel·lícula el maig de 2018. Va ser llançat l'1 de febrer de 2019.

### Recepció
Al lloc web de l'agregador de ressenyes Rotten Tomatoes, el 72% de les crítiques de 101 crítiques són positives, amb una valoració mitjana de 6,3/10. El consens crític diu: "Estilós amb una vena sàdica, Piercing combina actuacions principals apassionants amb una història intel·ligentment macabra que ofereix emocions imprevisibles." Metacritic, que utilitza una mitjana ponderada, va assignar a la pel·lícula una puntuació de 63 sobre 100, basada en 23 crítics, indicant crítiques "generalment favorables".